# 삼성 갤럭시 S10
삼성 갤럭시 S10(Samsung Galaxy S10), 삼성 갤럭시 S10e (Samsung Galaxy S10e), 삼성 갤럭시 S10+ (Samsung Galaxy S10+), 삼성 갤럭시 S10 5G (Samsung Galaxy S10 5G) 은 삼성전자가 제조한 안드로이드 스마트폰이다. 삼성전자의 갤럭시 스마트폰 시리즈 10주년 기념작이다. 2019년 2월 20일 이벤트 행사에서 공개되었으며, 2019년 3월 8일 정식 출시되었다.
삼성 갤럭시 S10, S10+, S10 5G는 기존과 같이 엣지 디자인이 적용됐지만 삼성 갤럭시 S10e는 플랫 디자인이 적용됐다.
색상은 블랙, 화이트, 그린, 핑크, 블루, 레드, 실버가 있다. S10e 모델은 옐로우, S10 5G 모델은 골드가 추가로 있다.

## 모델
기본 모델인 갤럭시 S10, 대형 모델인 S10+, 경제적 모델인 S10e로 나뉘고, 2019년 4월, 5G 통신이 가능한 모델인 갤럭시 S10 5G까지 출시되었고, 2020년 1월에 갤럭시 S10 Lite 가 출시되며 총 5개의 모델로 나뉜다. 갤럭시 S10 Lite는 해외에만 출시되었으며 국내에는 출시되지 않았다.

## 디자인
삼성 갤럭시 S10e, S10, S10+, S10 5G는 모두 동일하게 인피니티 O 디스플레이가 적용됐다. S10e와 S10은 전면 카메라가 1개이지만, S10+와 S10 5G는 전면 카메라가 2개이다.
갤럭시 S10e와 S10 lite는 엣지 디스플레이가 아니다. 경제적 모델이다 보니 가격 인하를 위해 없앤 것이다.

## 기능

### 온 스크린 지문인식
삼성 갤럭시 S10과 S10+, S10 5G는 모두 초음파식 온스크린 지문인식이 적용됐다. 지문인식을 아예 화면 안에 내장시킨 것이다.
단, 삼성 갤럭시 S10e는 초음파식 온스크린 지문인식이 적용되지 않았으며, 측면 전원버튼에 정전식 지문인식 센서가 있다.
상당한 논란이 되었던 것이 온스크린 지문인식 기능을 사용해 모든 손가락과 타인의 손가락, 발가락 등의 다른 지문을 사용해도 열린다. 심지어 지문 뿐만 아니라 물건을 올려놓아도 잠금 해제가 된 것이다.

### 무선 배터리 공유
무선 충전을 지원하는 다른 기기에 배터리를 공유할 수 있다. 이 기능으로 갤럭시 버즈나 갤럭시버즈 플러스, 에어팟 같은 무선 블루투스 이어폰도 충전할 수 있다.

### 기타
갤럭시 S10 5G는 세계 최초로 5세대 무선통신(5G)을 지원한다.

## 갤럭시 S10e
- 128GB 내장스토리지 6GB RAM
- 256GB 내장스토리지 8GB RAM
- 확장 가능

## 갤럭시 S10
- 128GB/512GB 내장스토리지 8GB RAM
- 확장 가능

## 갤럭시 S10+
- 128GB/512GB 내장스토리지 8GB RAM
- 1TB 내장스토리지 12GB RAM
- 확장 가능

## 갤럭시 S10 5G
- 256GB/512GB 내장스토리지 8GB RAM
- 확장 ×

## 갤럭시 S10 Lite
- 128GB 내장스토리지 6GB RAM
- 128GB/256GB 내장스토리지 8GB RAM
- 확장 가능

## 이어폰 단자
S10은 이어폰 단자가 있는 마지막 S 시리즈였다. (삼성 갤럭시 노트 10, 갤럭시 S20부터 USB-C로 대체)

## 같이 보기
- 삼성 갤럭시
- 삼성 갤럭시 S 시리즈